# Emiliana de Zubeldia
Pour les articles homonymes, voir Zubeldia.
Emiliana de Zubeldia (Jaitz, Navarre, 6 décembre 1888 — 26 mai 1987) est une pianiste et compositrice espagnole. Elle est connue pour ses compositions pour guitare.

## Biographie
Emiliana de Zubeldia est née à Salinas de Oro, en Navarre, dans le nord de l'Espagne. Elle commence ses études musicales à Pampelune et, en 1904, au Conservatoire de Madrid puis à la Schola Cantorum de Paris où elle étudie la composition avec Vincent d'Indy et le piano avec Blanche Selva. 
Elle rentre à Pampelune à la mort de son père en 1909. Elle part à Paris en 1922 pour poursuivre ses études de composition. En 1928, elle visite les Amériques, notamment Rio de Janeiro, São Paulo, Montevideo, Buenos Aires et, en 1930, elle s'installe à New York.  
Zubeldia rencontre Andrés Segovia et Nicanor Zabaleta à New York en 1933. Ils ont tous deux commencé leur carrière en tant que solistes et ont partagé les émissions de Zubeldia au Radio City Music Hall, donnant des conférences sur la musique espagnole jusqu'à l'été 1934. 
Zubeldia a visité les Caraïbes et le Mexique et, en 1935, elle s'est installée au Mexique. Après la guerre civile espagnole, elle obtient la citoyenneté mexicaine en 1942 et, en 1947, elle s'installe à Hermosillo, dans le Sonora.  
Elle a fondé l'Académie de musique de l'Université du Sonora où elle a travaillé pendant quarante ans en tant que professeur de musique, chef de chœur, conférencière, productrice d'émissions de radio et auteur-compositeur.  
Elle meurt à l'Hôpital général de l'État de Sonora le 26 mai 1987 à l'âge de 98 ans,,.  

## Œuvres
Emiliana de Zubeldia a composé pour piano, guitare, ensembles de chambre, chœur et orchestre.   
- Capricho Basko, guitare, dédié à Luis de la Maza, Montevideo, avril 1929.
- Landscape Basko, guitare, allegro, dédié à Andrés Segovia. Composé probablement à New York en 1934.
- Paysage des Pyrénées, pour harpe, en hommage à Nicanor Zabaleta[2]